# Dacia Sandero III
A treia generație a modelului Dacia Sandero este o mașină din clasa subcompactă dezvoltată de Dacia și compania sa mamă, Renault, destinată pieței europene. Mașina a fost lansată în septembrie 2020 și este fabricată în Maroc.
Dacia Sandero III este construită pe platforma CMF-B LS (Low Specification), asemănătoare cu cea utilizată și de modelele contemporane Renault. Aceasta este o îmbunătățire majoră din punct de vedere structural și al siguranței față de platforma B0, inaugurată în 2004, pe care fuseseră bazate generațiile anterioare ale mașinii. 

### Restilizare
În iunie 2022, Dacia a aunțat o restilizare a tuturor modelelor care să introducă noua identitate vizuală a brandului. Astfel, pentru 2023, modelul Sandero a primit o grilă cu design nou care încorporează logo-ul „Dacia Link”, siglele vechi de pe volan și portbagaj au fost înlocuite de logotipul Dacia, iar elementele cromate din faruri și interior au fost înlocuite cu unele albe sau vopsite în gri.

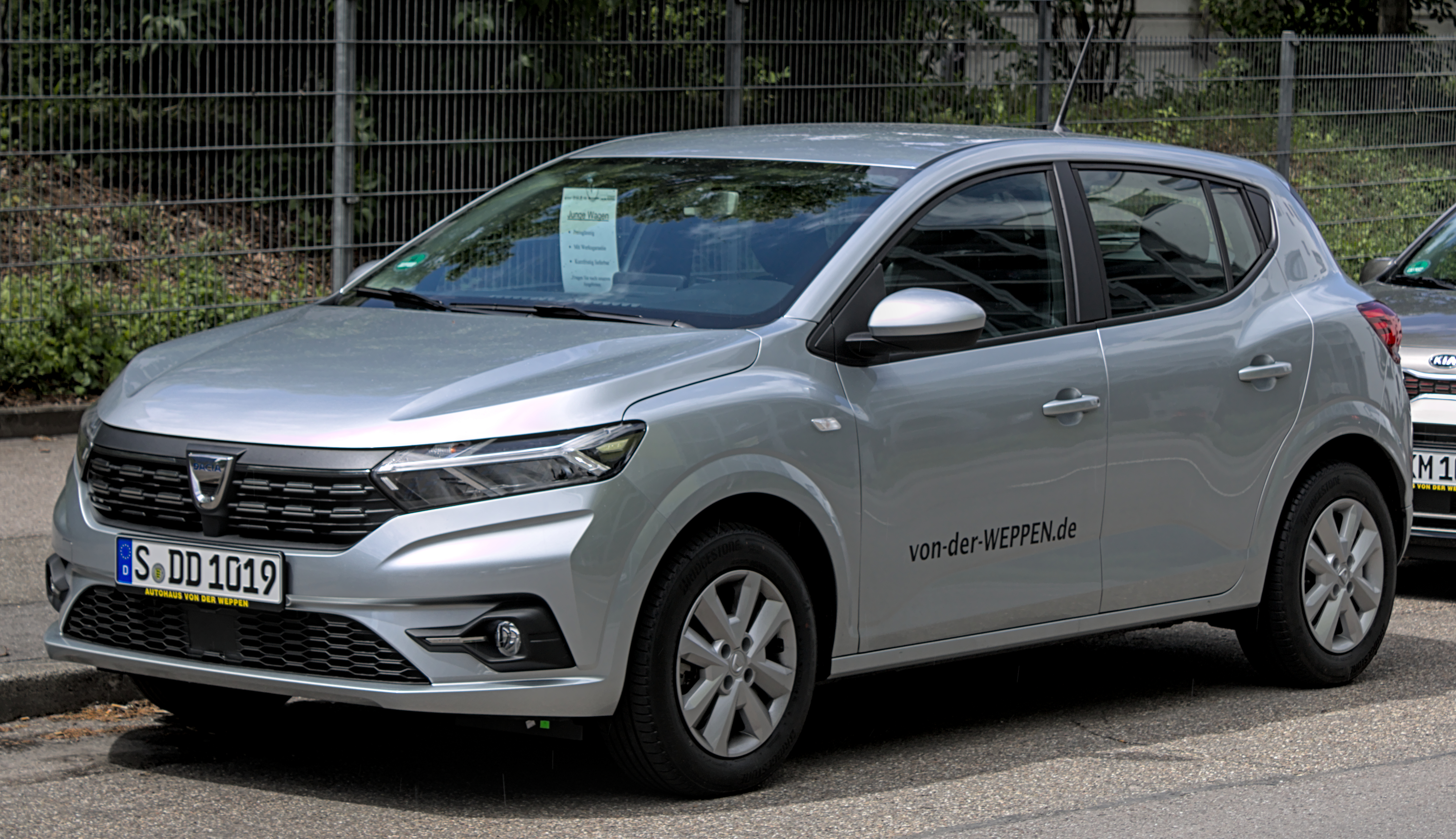
Dacia Sandero 2021 (pre-facelift)
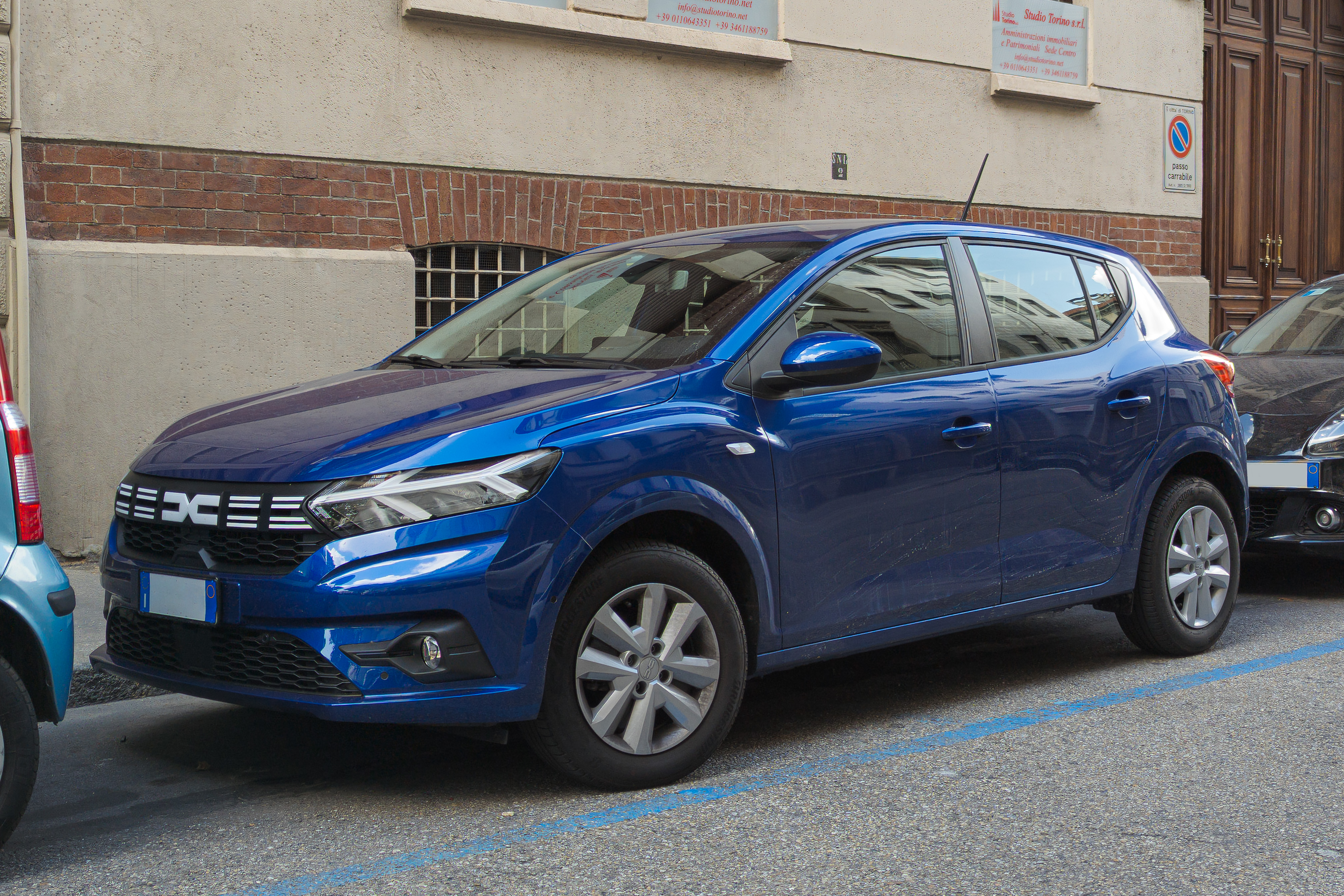
Dacia Sandero 2023 (facelift)
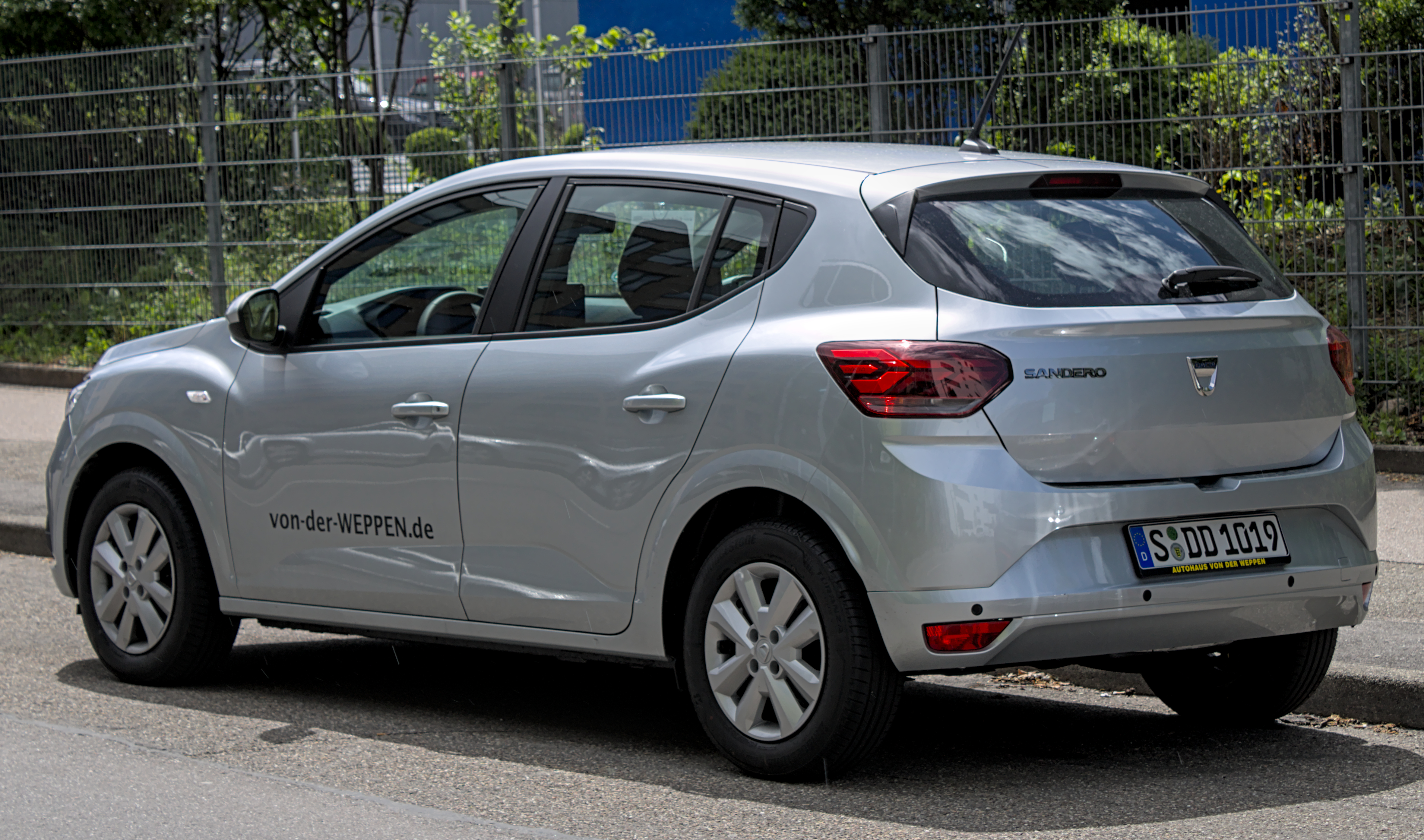
Dacia Sandero 2021 (pre-facelift)
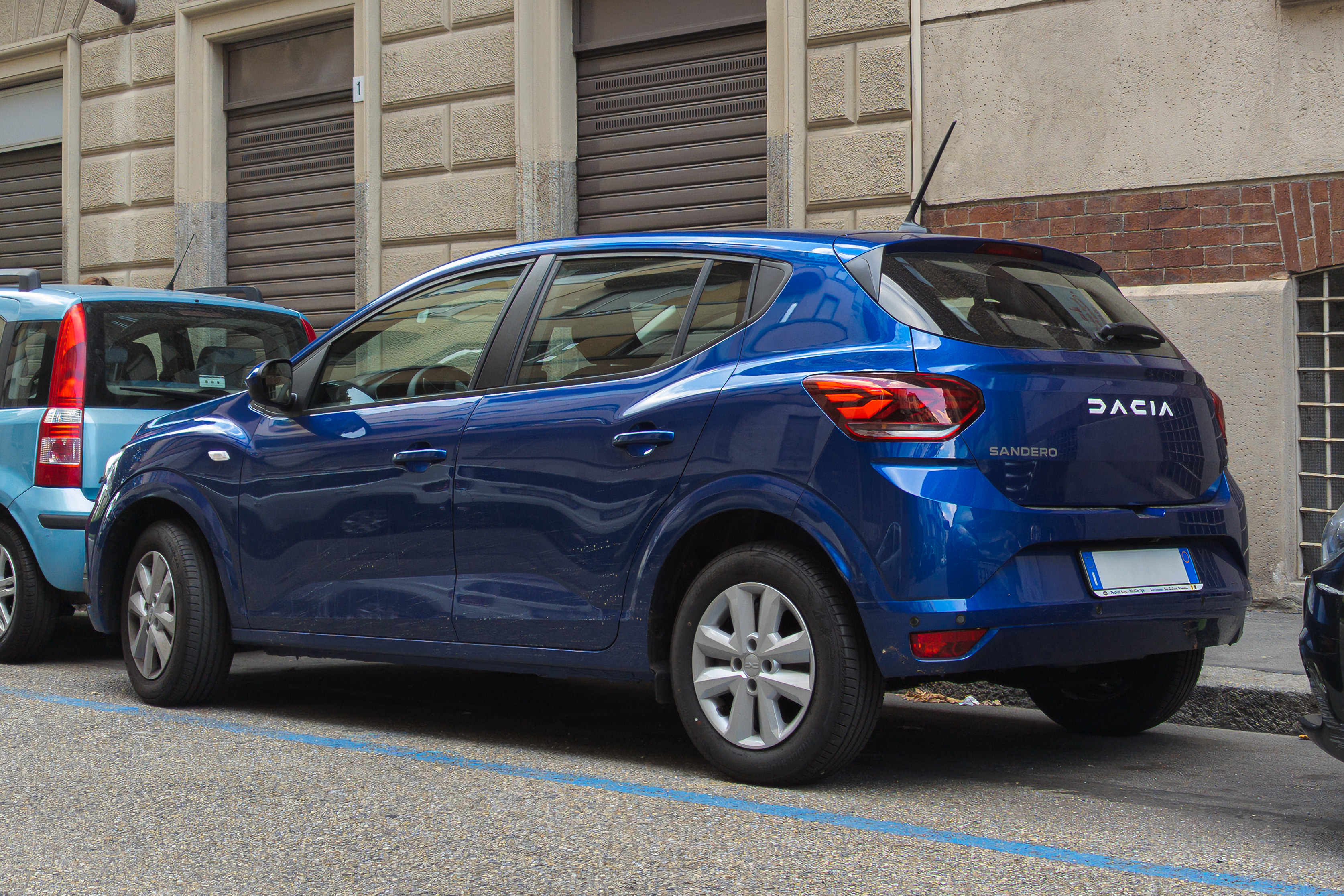
Dacia Sandero 2023 (facelift)

## Stepway
Dacia Sandero Stepway III este o versiune a Dacia Sandero III care conține elemente specifice unui SUV, precum gardă mai înaltă la sol, protecții de plastic pe arcurile roților și bare longitudinale pe platfon pentru accesorii adiționale. Astfel, modelul este numit de Dacia „crossover” și este vândut ca model separat de Sandero III. 
În vara anului 2022, pentru Dacia Sandero Stepway a apărut opțiunea echipării motorului TCe 110, preluat de pe Dacia Jogger.

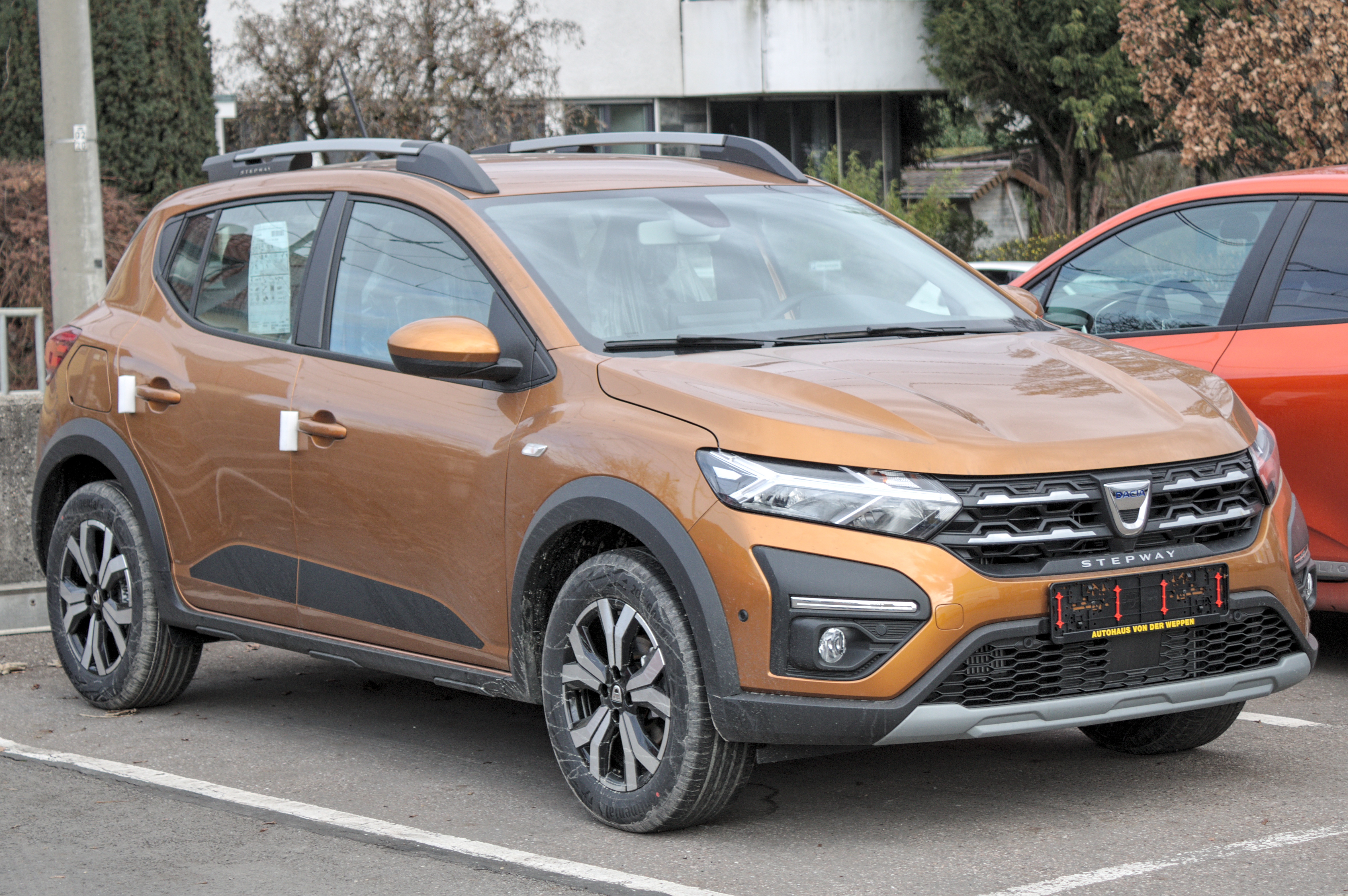
Partea din față a Dacia Sandero Stepway 2021 (pre-facelift)
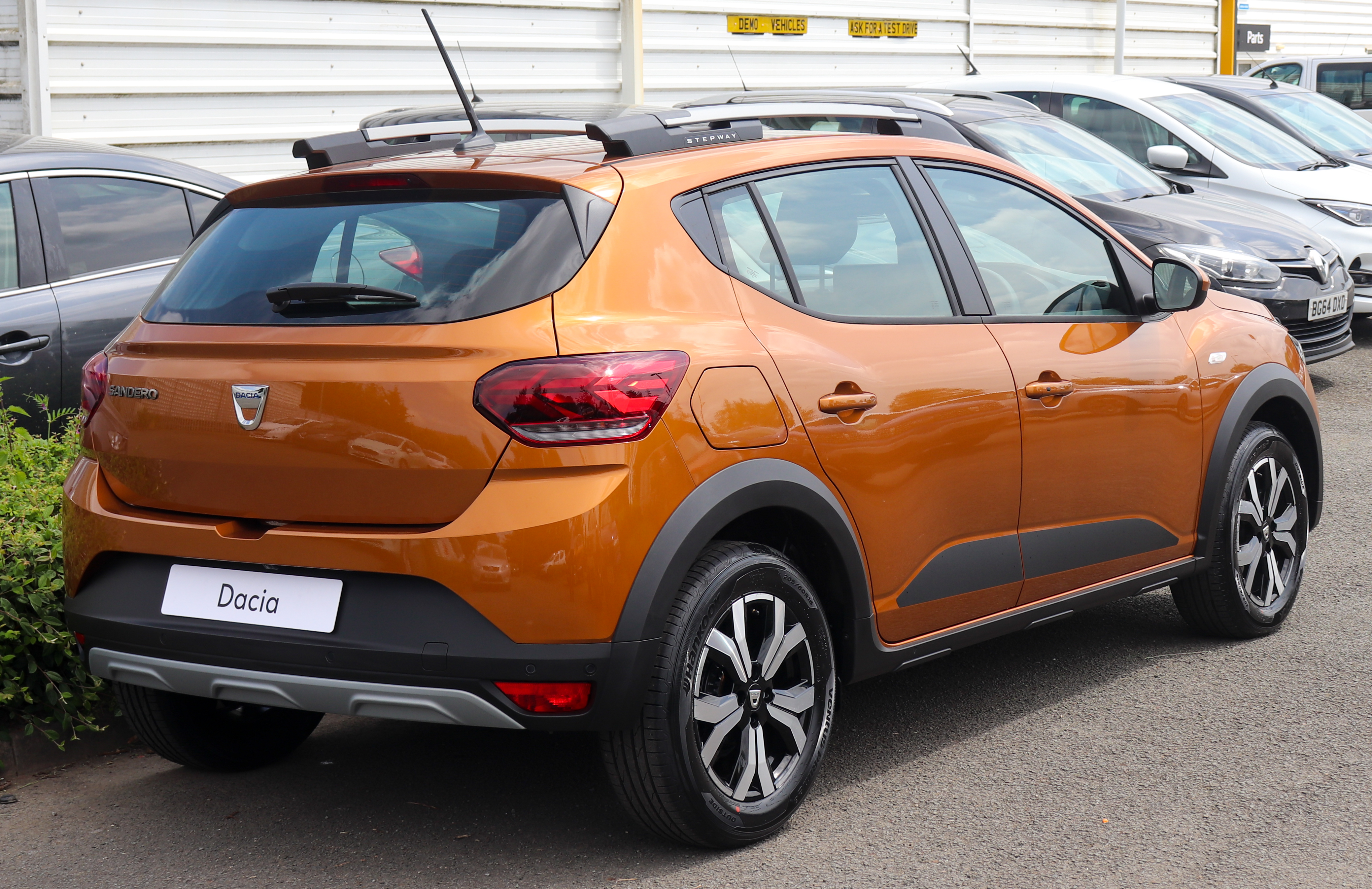
Partea din spate a Dacia Sandero Stepway 2021 (pre-facelift)
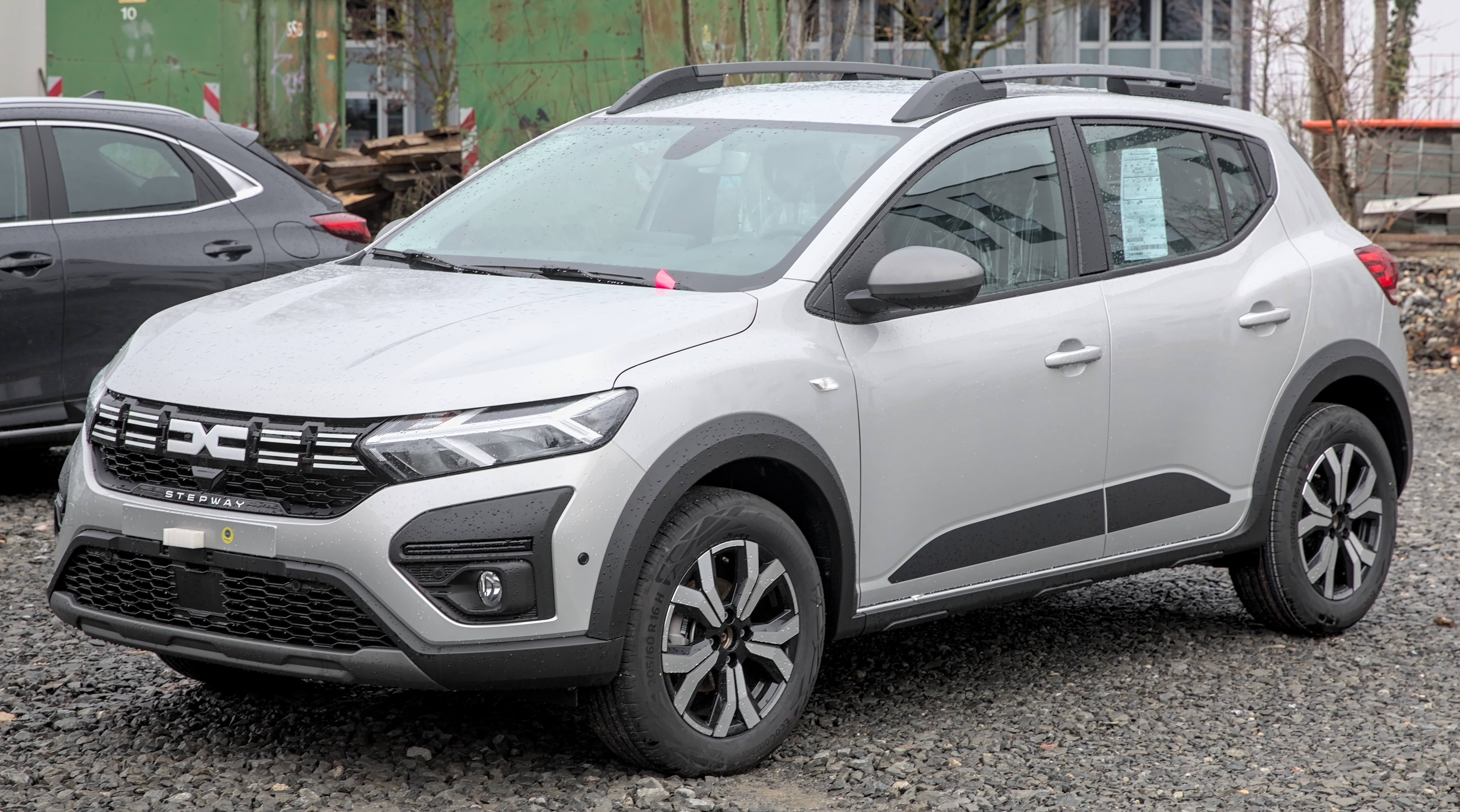
Partea din față a Dacia Sandero Stepway 2023 (facelift)
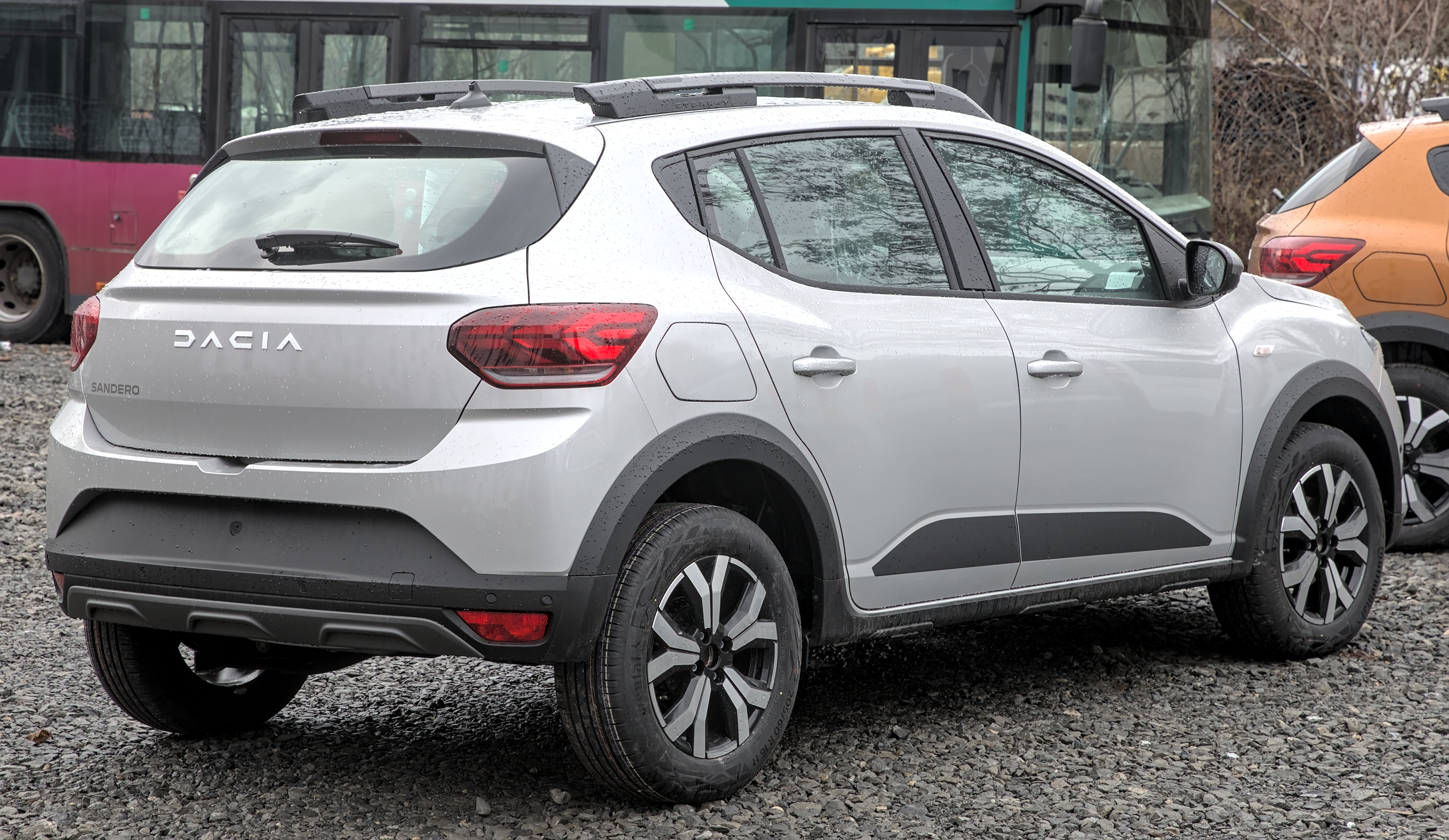
Partea din spate a Dacia Sandero Stepway 2023 (facelift)